# 58941 Guishida
58941 Guishida è un asteroide della fascia principale. Scoperto nel 1998, presenta un'orbita caratterizzata da un semiasse maggiore pari a 2,4649715 au e da un'eccentricità di 0,1191337, inclinata di 5,80481° rispetto all'eclittica.